# Daniel Kolář
Daniel Kolář (Praga, Txecoslovàquia, 27 d'octubre de 1985) és un futbolista txec que juga com a migcampista en el Viktoria Plzeň de la Lliga de Futbol de la República Txeca.
El 2006 va guanyar el premi Talent de l'Any en els premis Futbolista de l'any a la República Txeca. Va guanyar també la Copa Txeca el 2010 i el títol de la Primera divisió txeca el 2011 amb el FC Viktoria Plzeň.

## Internacional
Ha estat internacional amb la selecció de futbol de la República Txeca en 29 ocasions i ha convertit 2 gols.

### Participacions en Eurocopes
| Copa          | Seu               | Resultat        |
| ------------- | ----------------- | --------------- |
| Eurocopa 2012 | Polònia · Ucraïna | Quarts de final |
| Eurocopa 2016 | França            | Fase de grups   |

## Clubs
| Club                      | País    | Any       |
| ------------------------- | ------- | --------- |
| Sparta Praga              | Txèquia | 2003-2008 |
| → FC Slovácko (cedit)     | Txèquia | 2004-2005 |
| → FK Chmel Blšany (cedit) | Txèquia | 2005      |
| FC Viktoria Plzeň         | Txèquia | 2008-     |

## Palmarès

### Campionats nacionals
| Títol                           | Club              | País    | Any  |
| ------------------------------- | ----------------- | ------- | ---- |
| Copa de la República Txeca      | FC Viktoria Plzeň | Txèquia | 2010 |
| Lliga txeca                     | FC Viktoria Plzeň | Txèquia | 2011 |
| Supercopa de la República Txeca | FC Viktoria Plzeň | Txèquia | 2011 |
| Lliga txeca                     | FC Viktoria Plzeň | Txèquia | 2013 |
| Lliga txeca                     | FC Viktoria Plzeň | Txèquia | 2015 |
| Supercopa de la República Txeca | FC Viktoria Plzeň | Txèquia | 2015 |
| Lliga txeca                     | FC Viktoria Plzeň | Txèquia | 2016 |

### Distincions individuals
| Distinció       | País    | Any  |
| --------------- | ------- | ---- |
| Talent de l'Any | Txèquia | 2006 |